# Cuizăuca, Rezina
Cuizăuca este un sat din raionul Rezina, Republica Moldova.

## Istorie
Satul Cuizăuca este menționat într-un document din 25 februarie 1604 ca fiind în hotar cu satul Minceni:
„Cu mila lui Dumnezeu noi, Erimia Moghilă voievod, domn al Țării Moldovei, înștiințare se face cu aceasta tuturor celor, care o vor vedea ori o vor auzi citindu-se, precum că aceste adevărate și credincioase slugi ale noastre Iațco Fratița, fiul lui Bogdișor, [cuvânt indescifrabil], lui Ioan, fiul lui Tomșa din satul Rădăuți, venind înaintea noastră și înaintea boierilor noștri, ne-au adus jalbă cu mărturii drepte din partea boierilor ocolași și a megieșilor cu lămurirea, că moșul lor [indescifrabil] a avut de la Ștefan voievod întreaga ocină Minceni din ținutul Orheiului, unde este casa lor, livezile, pădurile și locurile pentru mori în apa Jidaucăi.

…

Iar hotarul acestei ocine Minceni să fie după hotarul veci, după cum a fost din vechime, adică hotarul se începe de la fântâna Darabițani, unde este piatră hotar, în valea Horodiștei, care o desparte de ocina Horodiștei; de aice spre răsărit, zarea dealului până la grumazul dealului Horodiștei, și prin drumul Horodiștei, unde este piatră hotar, și înainte pe vale, până la apa Jidaucăi, unde este piatră hotar, care o desparte de moșia Echimăuți, iar de aice, tot pe pârăul Jidaucăi până la plopii cei mari, iar mai jos de acești plopi este piatră hotar spre răsărit, și tot înainte pe Jidauca Seacă, și deasupra Jidaucăi este piatra hotar, care o desparte de moșiile Gordinești și Trifești, mai din sus de drumul cel mare printr’un răriș de porumbrei, iar de aice în jos pe drum la Alagula pe sub ocina Cogâlnicului, și tot înainte [indescifrabil] pe hotar [indescifrabil] este piatră de hotar, numită Bour, unde desparte moșia Minceni de a Cogâlnicenilor, iar de aice tot pe drumul lui Alagul spre miază-zi, până unde se unește cu hotarul Horodiștei, Suleanicăi, Cuizăucăi sau locul Caucăi și a Pogribenilor, aice se împarte moșia Mincenilor, iar de aice prin Vitmeja și drept pe dealul Dicovului, unde este piatra hotar în fund și desparte Mincenii de Horodiște, de aice drept spre fântâna Dărăbițanilor [indescifrabil] după înconjurul dintâi.

…

Pentru mai mare tărie tuturor celor scrise mai sus i-am poruncit credinciosului boierului nostru Dimitrie Dorciul să scrie și pecetea noastră s’o lege la această carte a noastră.

A scris Iliaș [indescifrabil] în Suceava, anul 7112 <1604> februarie 25.”
În 1661 paharnicul Ilie Sturza cumpăra a patra parte din satul Cuizăuca.
La începutul secolului al XIX-lea Cuizăuca avea 32 de gospodării ale țăranilor răzeși, proprietari de pământ. Către 1816 în sat trăiau circa 500 de oameni care se ocupau cu agricultura și creșterea vitelor. Din 1872 și-a început activitatea școala de alfabetizare, care către 1915 număra 77 de elevi.
În anul 1930 a făcut parte din plasa Rezina a județului Orhei, iar în anul 1938 a trecut în plasa Chiperceni.
În anul 1940 autoritățile sovietice au fixat 1.881 de locuitori în Cuizăuca. Războiul, foametea și deportările au micșorat numărul populației.
În apropierea satului Cuizăuca, în pădure se află Mănăstirea „Sfântul Vasile cel Mare”, fondată de câțiva călugări în anul 1999 pe ruinele unei tabere pionierești. La început, mănăstirea purta hramul Cuviosului Efrem Sirul și a lui Antim Ivireanul. Ulterior călugării au emigrat, iar actualmente obștea mănăstirească este formată din patru măicuțe și un părinte duhovnic, care se află la Cuizăuca din 2002.
Conform datelor de arhivă, cu circa 300 de ani în urmă pe acel loc exista o mică mănăstire. Un hrisov domnesc din 1778 arată că voievodul delimita proprietățile a doi moșieri, care se judecau  pentru niște terenuri ce atingeau  teritoriul mănăstirii Cuizăuca. Nu se știe exact cât timp a existat mănăstirea. Se presupune că așezământul monahal a fost închis de către arhiepiscopul Dimitrie Sulima, succesorul mitropolitului Gavriil Bănulescu-Bodoni, între anii 1821-1844, care a dus o campanie de închidere a mănăstirilor mici care nu aveau subzistență economică.

## Geografie

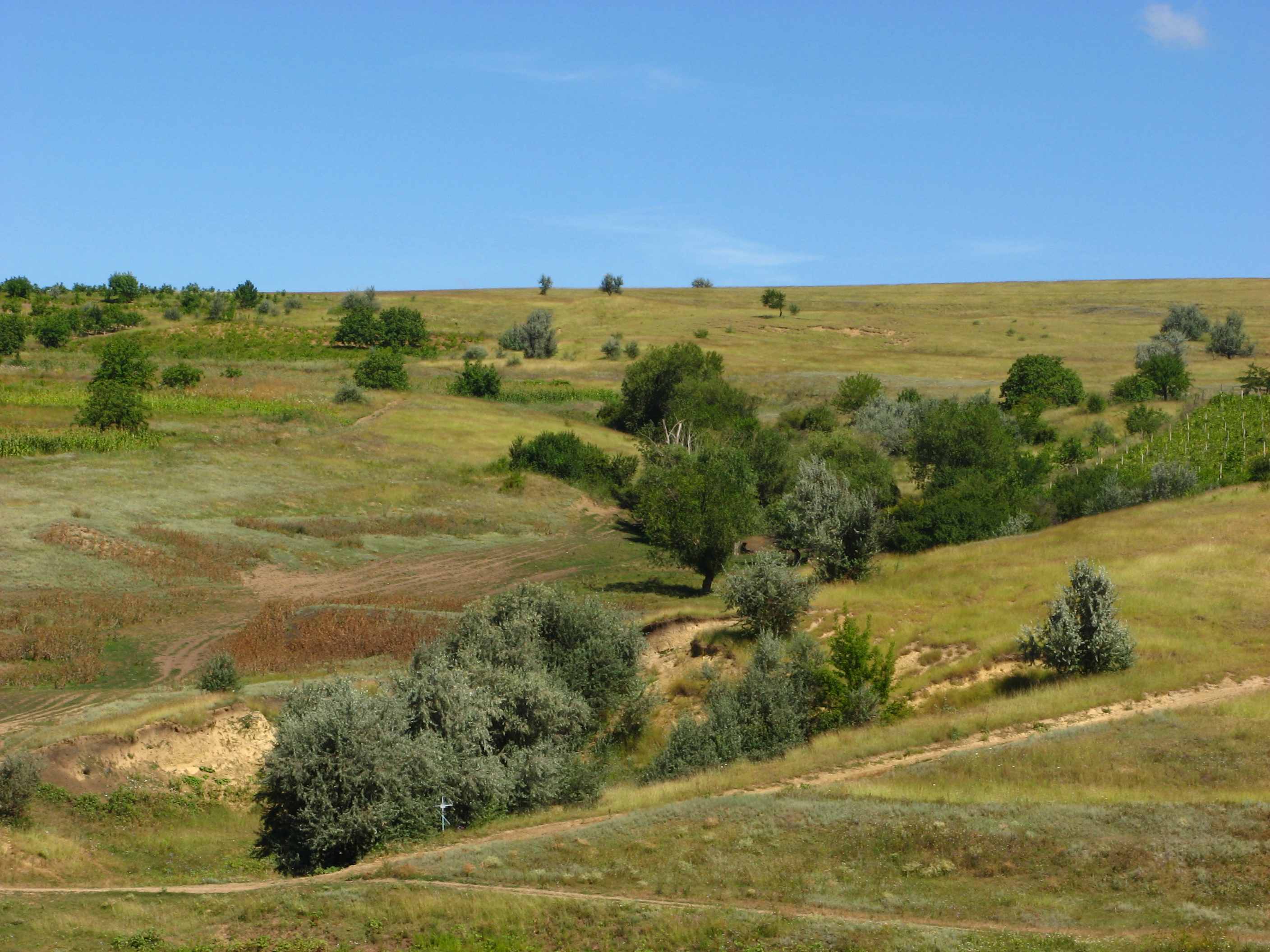
Dealuri care înconjoară satul Cuizăuca

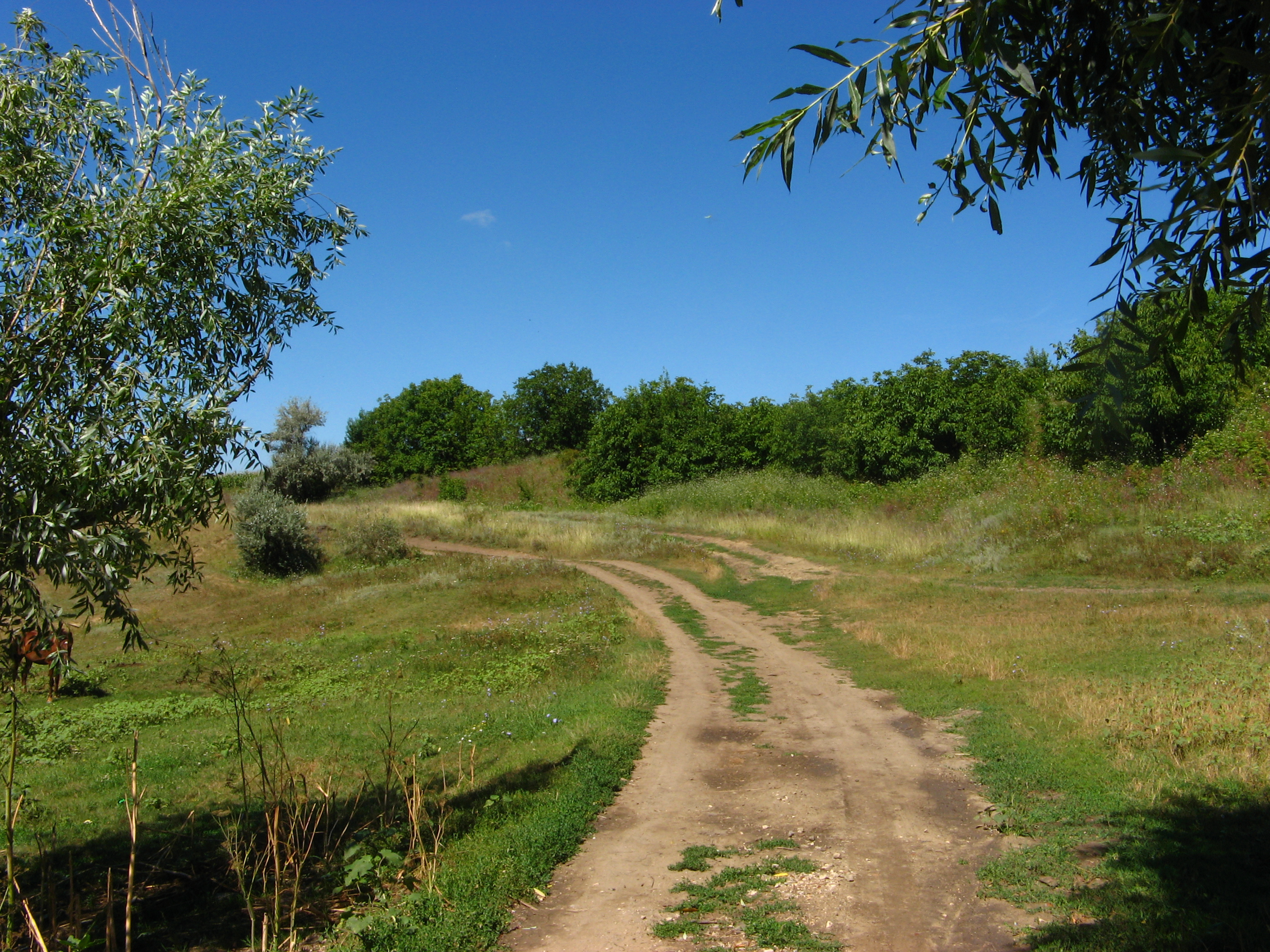
Drum de țară ce duce în satul Cuizăuca

Satul este situat la altitudinea de 143 metri față de nivelul mării. Are o suprafață de circa 1,75 kilometri pătrați, cu un perimetru de 7,51 km. Se învecinează cu Otac, Cogilniceni, Roscana, Busauca. Este situat la o distanță de 27 km de orașul Rezina și la 71 km de Chișinău.

## Demografie
Conform recensământului din anul 2004 populația este de 1.458 locuitori: 716 bărbați și 742 femei. În același an au fost înregistrate 477 de gospodării casnice, cu mărimea medie de 3,1 persoane.
| Naționalitate    | Locuitori | %     |
| ---------------- | --------- | ----- |
| Moldoveni/Români | 1437      | 98,56 |
| Ucraineni        | 9         | 0,62  |
| Rusi             | 9         | 0,62  |
| Altele           | 3         | 0,21  |

## Administrație și politică
Componența Consiliului local Cuizăuca (9 consilieri), ales la 5 noiembrie 2023, este următoarea:
|  | Partid                                        | Consilieri | Componență | Componență | Componență | Componență | Componență |
|  | --------------------------------------------- | ---------- | ---------- | ---------- | ---------- | ---------- | ---------- |
|  | Partidul Acțiune și Solidaritate              | 5          |            |            |            |            |            |
|  | Partidul Dezvoltării și Consolidării Moldovei | 3          |            |            |            |            |            |
|  | Partidul Socialiștilor din Republica Moldova  | 1          |            |            |            |            |            |

## Personalități născute aici
- Victor Cobăsneanu (n . 1960), jurnalist.
- Vitalie Cojocari, jurnalist